# Dąb II

Herb Dąb II

Dąb II – polski herb szlachecki, odmiana herbu Dąb.

## Opis herbu
Opis zgodnie z klasycznymi regułami blazonowania:
W polu czerwonym dąb złoty o pięciu korzeniach, z dwoma liśćmi i trzema żołędziami. Nad hełmem w koronie taki sam dąb, lecz bez korzeni.

## Najwcześniejsze wzmianki
Herb wzmiankowany po raz pierwszy przez Niesieckiego (Korona polska) jako wariant herbu Dąb z czerwonym polem. Jako Dąb II opisany przez Ostrowskiego.

## Herbowni
Dwa rody herbownych:
Zborowski, Żołądź (Żołłądź).